# FROG STYLE
FROGSTYLE（フロッグスタイル）はバンダイでデザインされたカエルのキャラクター。キャラクターの種類は、400種類以上。

## イベント
- 『FROG STYLE CARNIVAL 2004』

2004年6月6日（日）～6月13日（日） アクアシティお台場アクアアリーナ
「フロッグコンテスト」の結果発表（展示）、フロッグスタイルの人気投票、商品の展示・販売、カプセル玩具の第1弾～第6弾までの販売を実施した。
- 『フロッグスタイルなつまつり～FROG STYLE CARNIVAL 2005～』

2005年6月25日～7月3日 アクアシティお台場アクアアリーナ
- 『FROG STYLE meets PARCO. HALLOWEEN PARTY』

2006年10月28日（土）、29日（日）の2日間、渋谷パルコPart1 公園通り沿いのイベントスペース
ハロウィンをコンセプトにしたフロッグスタイルの展示、トリックオアトリートイベント、先行販売・カプセル玩具・オリジナル商品の物販、抽選会を実施した。
渋谷パルコに店舗を設ける、カフェ「moph.」とのタイアップにより、モフモフフロッグケーキの販売も行われた。

## 本
- FROGSTYLE　ORIGINAL　STORY　Book　徳間書店・1200円
- フロッグスタイル　オフィシャルガイド　カンゼン・1280円

## 備考
- 2004年10月時点で、「フロッグスタイルコレクション」の累計販売数は1000万個[1]。
- フロッグスタイルは、癒されるキャラクターとして現在も人気を誇る。
- 主にガシャポンとして、グッズを販売している。